# Палмейра-дас-Мисойнс
Палмейра-дас-Мисойнс (порт. Palmeira das Missões) — муниципалитет в Бразилии, входит в штат Риу-Гранди-ду-Сул. Составная часть мезорегиона Северо-запад штата Риу-Гранди-ду-Сул. Входит в экономико-статистический микрорегион Каразинью. Население составляет 35 896 человек на 2006 год. Занимает площадь 1 415,703 км². Плотность населения — 25,4 чел./км².

## История
Город основан 6 мая 1874 года.

## Статистика
- Валовой внутренний продукт на 2003 составляет 454 674 232,00 реала (данные: Бразильский институт географии и статистики).
- Валовой внутренний продукт на душу населения на 2003 составляет 12 585,79 реала (данные: Бразильский институт географии и статистики).
- Индекс развития человеческого потенциала на 2000 составляет 0,784 (данные: Программа развития ООН).

## География
Климат местности: субтропический гумидный.